# Nánási Lovász István (lelkész, 1624)
Nánási Lovász István (1624 – Huszt, 1683 vagy 1684) református lelkész, Nánási Lovász András nagyapja, Nánási Lovász István (1750–1802) dédapja.

## Élete
Tanulmányait Debrecenben kezdte, ahol 1644. július 20-án lépett a felsőbb osztályok közül az elsőbe. Ezután 1646 végétől 1649 júliusáig Nagybányán működött mint rektor, később külföldre ment. 1649. október l-én beiratkozott a franekeri egyetemre, majd október 17-én a groningenire. 1651-ben tért haza és előbb Nagybányán volt lelkész, 1652-től Máramarosszigeten szolgált, 1660-ban pedig visszakerült Nagybányára. 1674 őszén az ellenreformáció elűzte őt a városból, csupán a következő évben tért haza. Ezután Huszton volt lelkész egészen haláláig.

## Munkái
- Loci de Statu hominis sub Lapsu Disputatio II. & III. Quas… Praeside… Johanne Clopenburgio… Publico examini subjicit Stephanus L. Nanasi… Franekerae, 1650
- Szű Titka. Az az: Az ember szívének természet szerént való romlottságábol, és annak követéséből származott ezer csalárdságinak ki-nyilatkoztatása és orvoslása. Mellyet, Az ő sziveket Istennek tisztán, szeplőtelenűl készéteni, minden, dolgokban igazán, csalárdság nélkül járni és üdvezülni akaro keresztyén embereknek nagyot épülésekre; és az szű gonosságában meg-rothadt, de meggyogyulando, térendő bűnösöknek Isten kegyelme altal orvoslásokra, egy nevezetes Anglus Authornak erröl valo Discursusának, és mint egy Practikus Commentariusának (in loc. Jer. 17. v. 9.) rendi szerént, prédikátio formára rendelt és ki-adott: annak részeit punctumit, bizonyos Szent Irásbéli helyekre szabván és alkalmaztatván: sokkal, közel megannyival sok hellyeken interpolált, ujjitgatot, világositot és öregbitet az Ur Jézus Christusnak leg méltatlanb, alkalmatlanb, eggyügyü szolgája Nanasi L. István… ki-nyomtattatot Nagy-Bánya Nemes Királyi Városának költségével. (Kolozsvár), 1670. (Az előszóban: «Ez fő részént Anglus Author Daniel Dike munkája ugyan Angliai nyelven»… «Nem tudom pedig hogy másunnan egész prédikáciot hellyheztettem volna ide, hanem a Goodvin Thamásét, ki is Anglus volt».